# نويليا فويت
نويليا فيكتوريا فويجت بريسينيو (بالإنجليزية: Noelia Victoria Voigt Briceño)‏، ولدت في 1 نوفمبر 1999 في ساراسوتا، فلوريدا، هي عارض وملكة جمال من الولايات المتحدة. فازت بـ ملكة جمال الولايات المتحدة الأمريكية 2023 وستمثل الولايات المتحدة في مسابقة ملكة جمال الكون 2023 في السلفادور.

## روابط خارجية
- نويليا فويت على موقع IMDb (الإنجليزية)